# IX – Everyone, Everything, Everywhere, Ends
IX – Everyone, Everything, Everywhere, Ends deveti je studijski album švedskog black metal-sastava Shining. Album je 20. travnja 2015. godine objavila diskografska kuća Season of Mist.

## O albumu
Album je bio snimljen tijekom jeseni 2014. u studiju Sonic Train Studios. Za pjesmu "Vilja & dröm" bio je snimljen i glazbeni spot.
Melodija pjesme "Den Påtvingade Tvåsamheten" bazirana je na skladbi "Selina Transforms" iz filma Batman se vraća.

## Popis pjesama
Tekstovi: Niklas Kvarforth. 
| 1.    | »Den påtvingade tvåsamheten« (Prisilno zajedništvo; instrumental) | Danny Elfman              | 3:55 |
| 2.    | »Vilja & dröm« (Volja i san)                                      | Kvarforth                 | 6:20 |
| 3.    | »Framtidsutsikter« (Budući izgledi)                               | Kvarforth                 | 7:18 |
| 4.    | »Människotankens vägglösa rum« (Soba ljudske misli bez zidova)    | Euge Valovirta, Kvarforth | 7:13 |
| 5.    | »Inga broar kvar att bränna« (Nema više mostova za spaljivanje)   | Valovirta, Kvarforth      | 6:28 |
| 6.    | »Besök från i(ho)nom« (Unutrašnji/Njegov posjet)                  | Kvarforth                 | 8:19 |
| 39:33 |                                                                   |                           |      |

| Bonus pjesme s deluxe inačice | Bonus pjesme s deluxe inačice   | Bonus pjesme s deluxe inačice | Bonus pjesme s deluxe inačice | Bonus pjesme s deluxe inačice | Bonus pjesme s deluxe inačice | Bonus pjesme s deluxe inačice | Bonus pjesme s deluxe inačice | Bonus pjesme s deluxe inačice | Bonus pjesme s deluxe inačice |
| Br.                           | Skladba                         | Trajanje                      |                               |                               |                               |                               |                               |                               |                               |
| ----------------------------- | ------------------------------- | ----------------------------- | ----------------------------- | ----------------------------- | ----------------------------- | ----------------------------- | ----------------------------- | ----------------------------- | ----------------------------- |
| 7.                            | »Ohne Dich« (obrada Rammsteina) | 6:06                          |                               |                               |                               |                               |                               |                               |                               |
| 8.                            | »Black Industrial Eleven«       | 8:11                          |                               |                               |                               |                               |                               |                               |                               |
| 53:50                         |                                 |                               |                               |                               |                               |                               |                               |                               |                               |

## Zasluge
| Shining - Niklas Kvarforth – vokali, gitara, produkcija - Peter Huss – gitara - Christian Larsson – bas-gitara - Rainer Tuomikanto – bubnjevi - Euge Valovirta – gitara | Ostalo osoblje - Andy LaRocque – produkcija, miksanje, mastering - Daniele Serra – naslovnica - Kim Holm – dodatne ilustracije |